# Lijst van voetbalinterlands Argentinië - Zweden
Deze lijst van voetbalinterlands is een overzicht van alle officiële voetbalwedstrijden tussen de nationale teams van Argentinië en Zweden. De landen speelden tot op heden drie keer tegen elkaar. De eerste ontmoeting was op 27 mei 1934 in Bologna (Italië), tijdens het Wereldkampioenschap voetbal 1934. Het laatste duel, een vriendschappelijke interland, vond plaats op 6 februari 2013 in Solna.

## Wedstrijden
| № | Plaats  | Datum           | Competitie        | Wedstrijd           | Uitslag |
| - | ------- | --------------- | ----------------- | ------------------- | ------- |
| 1 | Bologna | 27 mei 1934     | WK 1934           | Zweden − Argentinië | 3 − 2   |
| 2 | Rifu    | 12 juni 2002    | WK 2002           | Zweden − Argentinië | 1 − 1   |
| 3 | Solna   | 6 februari 2013 | Vriendschappelijk | Zweden − Argentinië | 2 − 3   |

## Samenvatting
| Competitie        | Totaal gespeeld | Winst Argentinië | Gelijk | Winst Zweden | Doelsaldo Argentinië – Zweden |
| ----------------- | --------------- | ---------------- | ------ | ------------ | ----------------------------- |
| WK-eindronde      | 2               | 0                | 1      | 1            | 3 − 4                         |
| Vriendschappelijk | 1               | 1                | 0      | 0            | 3 − 2                         |
| Totaal            | 3               | 1                | 1      | 1            | 6 – 6                         |

Wedstrijden bepaald door strafschoppen worden, in lijn met de FIFA, als een gelijkspel gerekend.

## Details

### Eerste ontmoeting
| WK 1934 (Bologna, Italië, 27 mei 1934): |              | |
| Zweden | 3 – 2        | Argentinië |
| Sven Jonasson 9' Sven Jonasson 67' Knut Kroon 80' | goals        | 4' Ernesto Belis 46' Alberto Galateo |
| Jozsef Nagy | bondscoach   | Filippo Pascucci |
| Anders Rydberg Nils Axelsson Sven Andersson Rune Carlsson Nils Rosén Ernst Andersson Gösta Dunker Ragnar Gustavsson Sven Jonasson Tore Keller Knut Kroon | opstellingen | Héctor Freschi Juan Pedevilla Ernesto Belis José Nehin Sosa Urbieta Arcadio López Farncisco Rua Fédérico Wilde Alfredo Devincenzi Alberto Galateo Roberto Irañeta |

### Tweede ontmoeting
| WK 2002 (Rifu, Japan, 12 juni 2002): |                | |
| Zweden | 1 – 1          | Argentinië |
| Anders Svensson 59' | goals          | 88' Hernán Crespo |
| Lars Lagerbäck en Tommy Söderberg | bondscoach(es) | Marcelo Bielsa |
| Magnus Hedman Olof Mellberg Johan Mjällby Teddy Lučić Tobias Linderoth Niclas Alexandersson Anders Svensson 68' Andreas Jakobsson Magnus Svensson Marcus Allbäck 46' Henrik Larsson 88' | opstellingen   | Pablo Cavallero Javier Zanetti José Chamot 63' Juan Pablo Sorín Mauricio Pochettino 63' Matías Almeyda Walter Samuel Claudio López Ariel Ortega Pablo Aimar 58' Gabriel Batistuta |
| Andreas Andersson 46' Mattias Jonson 68' Zlatan Ibrahimović 88' | wissels        | 58' Hernán Crespo 63' Kily González 63' Juan Sebastián Verón |
| Magnus Svensson 65' Henrik Larsson 78' | gele kaarten   | 55' José Chamot 58' Matías Almeyda 75' Kily González |

### Derde ontmoeting
| Vriendschappelijk (Solna, Zweden, 6 februari 2013): |              | |
| Zweden | 2 – 3        | Argentinië |
| Jonas Olsson 18' Rasmus Elm 90+5' | goals        | 3' (e.d.) Mikael Lustig 19' Sergio Agüero 23' Gonzalo Higuaín |
| Erik Hamrén | bondscoach   | Alejandro Sabella |
| Andreas Isaksson Jonas Olsson Martin Olsson Andreas Granqvist Mikael Lustig 60' Kim Källström 77' Anders Svensson 61' Sebastian Larsson Alexander Kačaniklić 77' Zlatan Ibrahimović 46' Tobias Hysén | opstellingen | Sergio Romero 61' Pablo Zabaleta 87' Ezequiel Garay Federico Fernández Hugo Campagnaro Javier Mascherano 68' Fernando Gago 46' Ángel Di María Lionel Messi 90' Gonzalo Higuaín 75' Sergio Agüero       |
| Mathias Ranégie 46' Adam Johansson 60' Rasmus Elm 61' Pontus Wernbloom 77' Jimmy Durmaz 77' Kristoffer Nordfeldt Behrang Safari Rasmus Bengtsson Per Nilsson                                         | wissels      | 46' Walter Montillo 61' Cristian Ansaldi 68' Éver Banega 75' Ezequiel Lavezzi 87' Fabricio Coloccini 90' Franco Di Santo Cristian Álvarez Gino Peruzzi Fabián Rinaudo Nicolás Gaitán Augusto Fernández |
| Pontus Wernbloom 83' | gele kaarten | 67' Sergio Agüero |